# Leptobrachium liui
Espèce
Synonymes
- Vibrissaphora liui Pope, 1947
- Vibrissaphora jiulongshanensis Wei & Zhao, 1981
- Leptobrachium jiulongshanensis (Wei & Zhao, 1981)

Statut de conservation UICN

 LC  : Préoccupation mineure
Leptobrachium liui est une espèce d'amphibiens de la famille des Megophryidae.

## Répartition
Cette espèce est endémique du Sud de la république populaire de Chine. Elle se rencontre entre 580 et 2 030 m d'altitude dans les provinces du Zhejiang, du Fujian, du Guangdong, du Guangxi, du Jiangxi et du Hunan,.

## Étymologie
Cette espèce est nommée en l'honneur de Cheng-chao Liu (1900-1976).

## Publication originale
- Pope, 1947 : A new pelobatid frog from Fukien Province, China. Copeia, vol. 1947, no 2, p. 109-112.